# Průtržník chlupatý
Průtržník chlupatý (Herniaria hirsuta) je nevysoká, planě rostoucí, vyhynutím ohrožená bylina z rodu průtržník, která vyrůstá na písčitých či kamenitých půdách. Jde o druh málo konkurenceschopný a proto se obvykle vyskytuje jen na místech, která nevyhovují náročnějším rostlinám.

## Rozšíření
Původní areál výskytu zahrnoval Jižní a Střední Evropu, Balkán, jižní oblasti evropského Ruska, Kavkaz, Střední a Jihozápadní Asii i Severní Afriku; druhotně roste na Britských ostrovech a v Severní a Jižní Americe. Obvykle vyrůstá na nevápnitých, nevýživných, písčitých i kamenitých půdách, na polích s písčitým nánosem, podél cest a železničních tratí a někdy i přímo v málo používaných dlážděných chodnících. V České republice se vyskytuje roztroušeně, nejčastěji jej lze spatřit v Polabí, podél Jizery, v okolí Doks, na Strakonicku a na jižní Moravě, jinde roste jen ojediněle.

## Popis
Jednoletá až krátce vytrvalá, hustě chlupatá bylina, ne vyšší než 20 cm, vyrůstající z kůlovitého oddenku. Má po zemi rozprostřené, 10 až 30 cm dlouhé lodyhy s krátkými internodií, které se hustě větví. Lodyhy jsou porostlé vytrvalými, u báze protistojnými a dále střídavými, elipsovitými až kopisťovitými listy dlouhými do 10 mm a širokými do 5 mm. Listy jsou krátce řapíkaté neb přisedlé a mají blanité, k lodyze těsně přiléhající palisty, po obvodě jsou jemně pilovité, na vrcholu špičaté a na lícní straně chlupaté.
Květy jsou drobné, zelenožluté, asi 1 mm velké, přisedlé, pětičetné, oboupohlavné a jsou seskupeny po osmi až deseti do hroznu v mnohokvětých úžlabních květenstvích klubkách. Chlupaté kališní plátky, asi 1 mm dlouhé, jsou úzce vejčité, na koncích špičaté s jedním či dvěma výraznými štětinatými chlupy. Volné korunní plátky (někdy považované za zakrslé patyčinky) jsou nitkovité, asi 0,5 mm dlouhé a zelenkavě zbarvené.
V květu je tři až pět krátkých tyčinek s vejčitými prašníky a kulovitý semeník se dvěma bliznami. Květ sice produkuje něco málo nektaru, ale pro slabou atraktivitu je málokdy navštěvován hmyzem, většinou se opylí vlastním pylem. Rozkvétá od června do konce srpna. Ploidie druhu je 2n = 36.
Plod je elipsovitá, jednosemenná, nepukavá, hnědá tobolka kratší než vytrvalý kalich ve kterém je posazena. Semeno je okrouhle vejčité, leskle hnědé, asi jen 0,4 mm velké a na okraji má výrazný lem. Rostlina se rozmnožuje výhradně semeny, kterých vyprodukuje velké množství, Jsou rozšiřována větrem, vodou nebo zvířaty.

## Záměna
Průtržník chlupatý se podobá průtržníku lysému, který se v české přírodě hojně vyskytuje a na prvý pohled se odlišuje tím, že má lysé listy a tobolkou stejně dlouhou nebo delší než vytrvalý kalich.

## Význam
Rostlina obsahuje mnohé alkaloidy, flavonoidy, saponiny a silice jež jsou málo stálé a teplem se rozkládají. V minulosti se jeho nať s listy sbírala v době kvetení a sloužila k výrobě léčivých nálevů. Používaly se k uvolňující křečí hladkého svalstva, při zánětech močových cest a chronických chorobách ledvin, obvykle společně s rostlinnou dezinfekci. K léčbě má vztah i jeho rodové jméno průtržník, údajně v minulosti léčil i „průtrž“, dnes kýla (latinsky hernia); pravděpodobně však jen tišil bolest.
Vysazuje se do skalek jako půdokryvná rostlina pod jarní cibuloviny. V jihozápadní Asii a severní Africe je při putování karavan vítanou pastvou pro velbloudy.

## Ohrožení
Průtržník chlupatý potřebuje ke svému růstu plně osluněné, otevřené písčité plochy bez jiné vegetace. Přímo ho ohrožuje jak zarůstání těchto lokalit porostem jiných plevelných rostlin, tak i těžba písku, případně používání herbicidů či zalesňování těchto hospodářský nevyužívaných ploch. Počet stanovišť na kterých vyrůstá se rok od roku snižuje a byl pro záchranu před úplným vymizením zařazen v „Červeném seznamu cévnatých rostlin České republiky z roku 2012“ mezi druhy kriticky ohrožené (C1t).

## Galerie

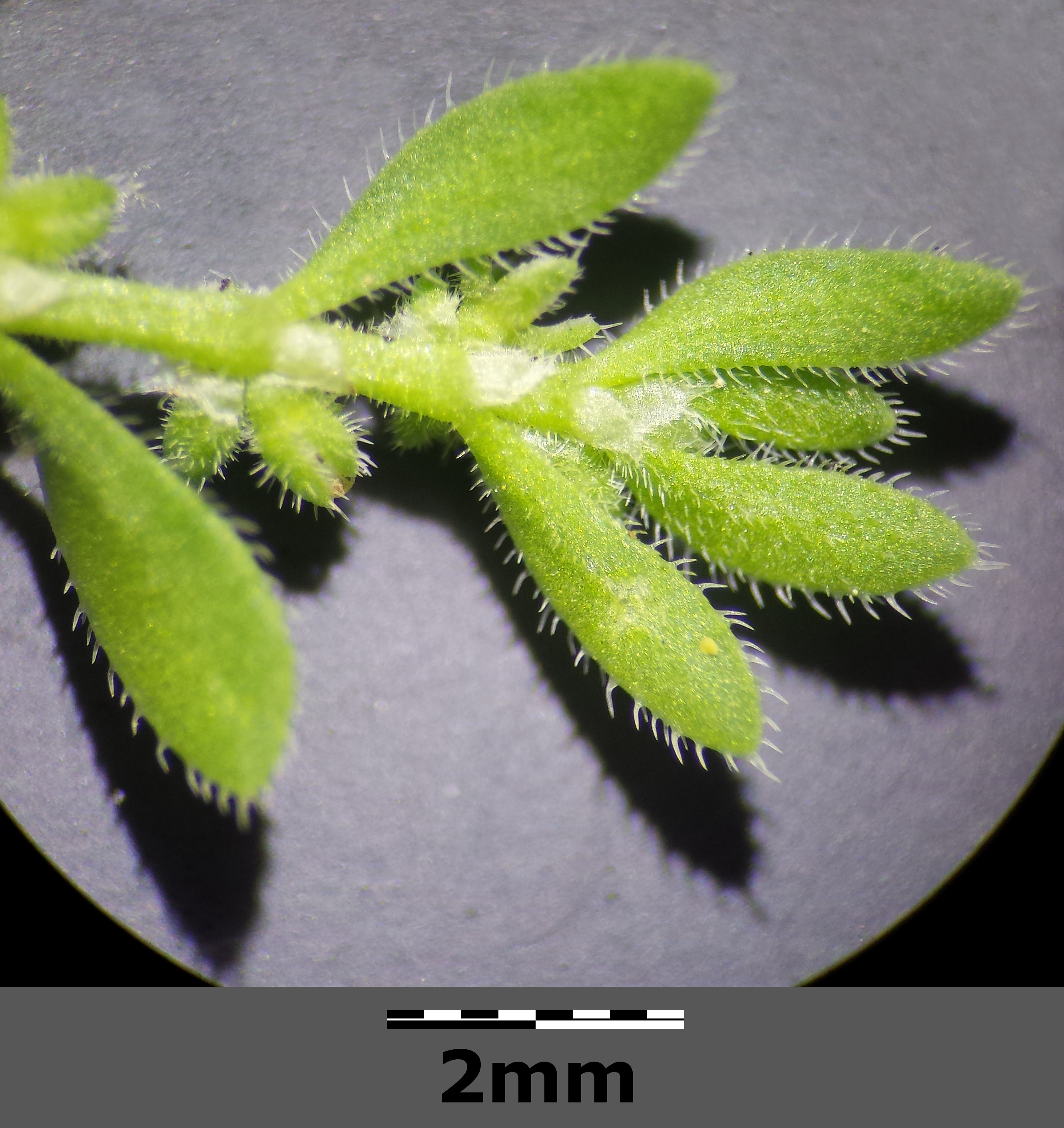
Listy
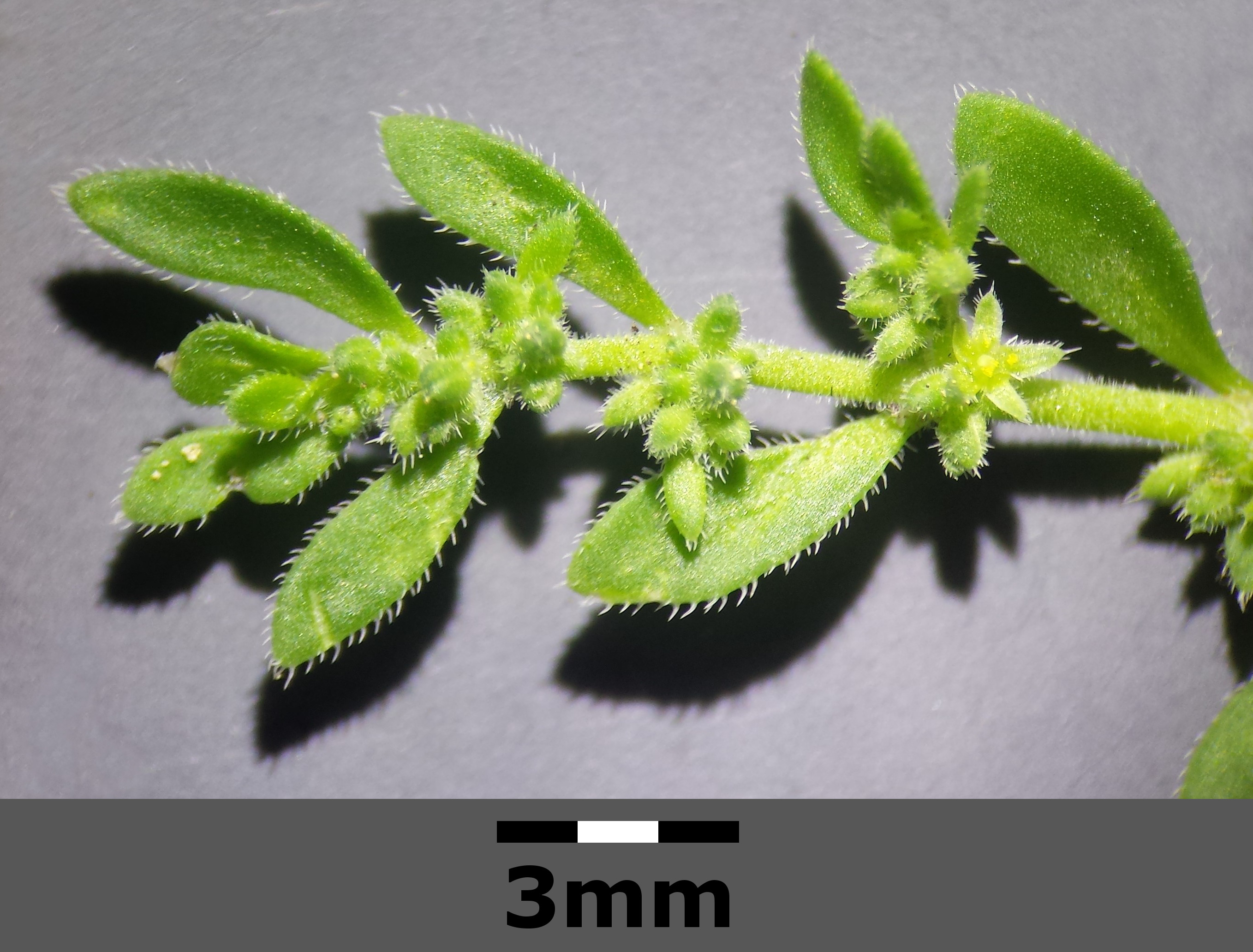
Květenství
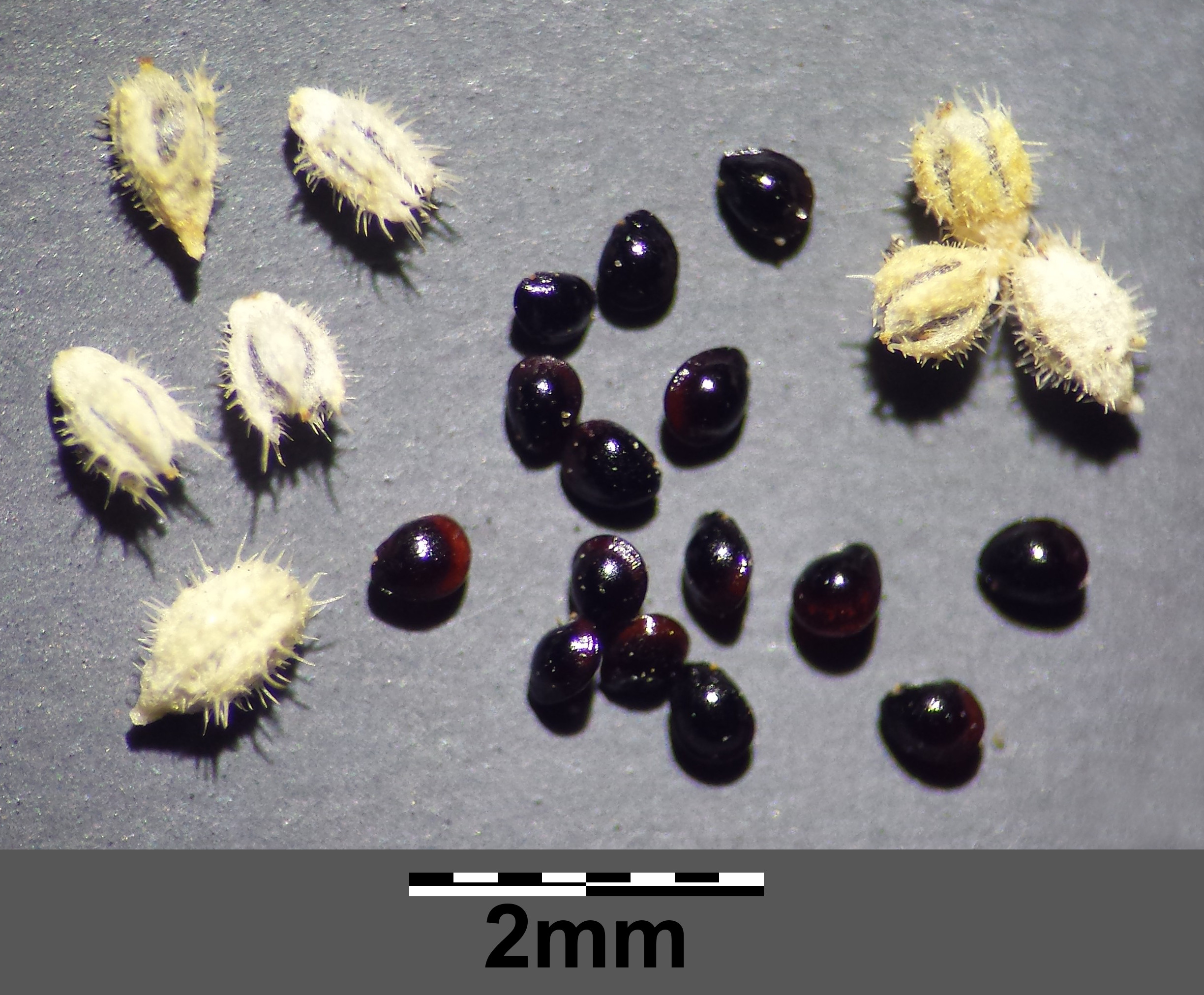
Plody a semena